# Colombar (cépage)
Pour les articles homonymes, voir Colombar.
Le colombar, ou colombard par confusion de suffixe, est un cépage blanc doré français.

## Origine et répartition

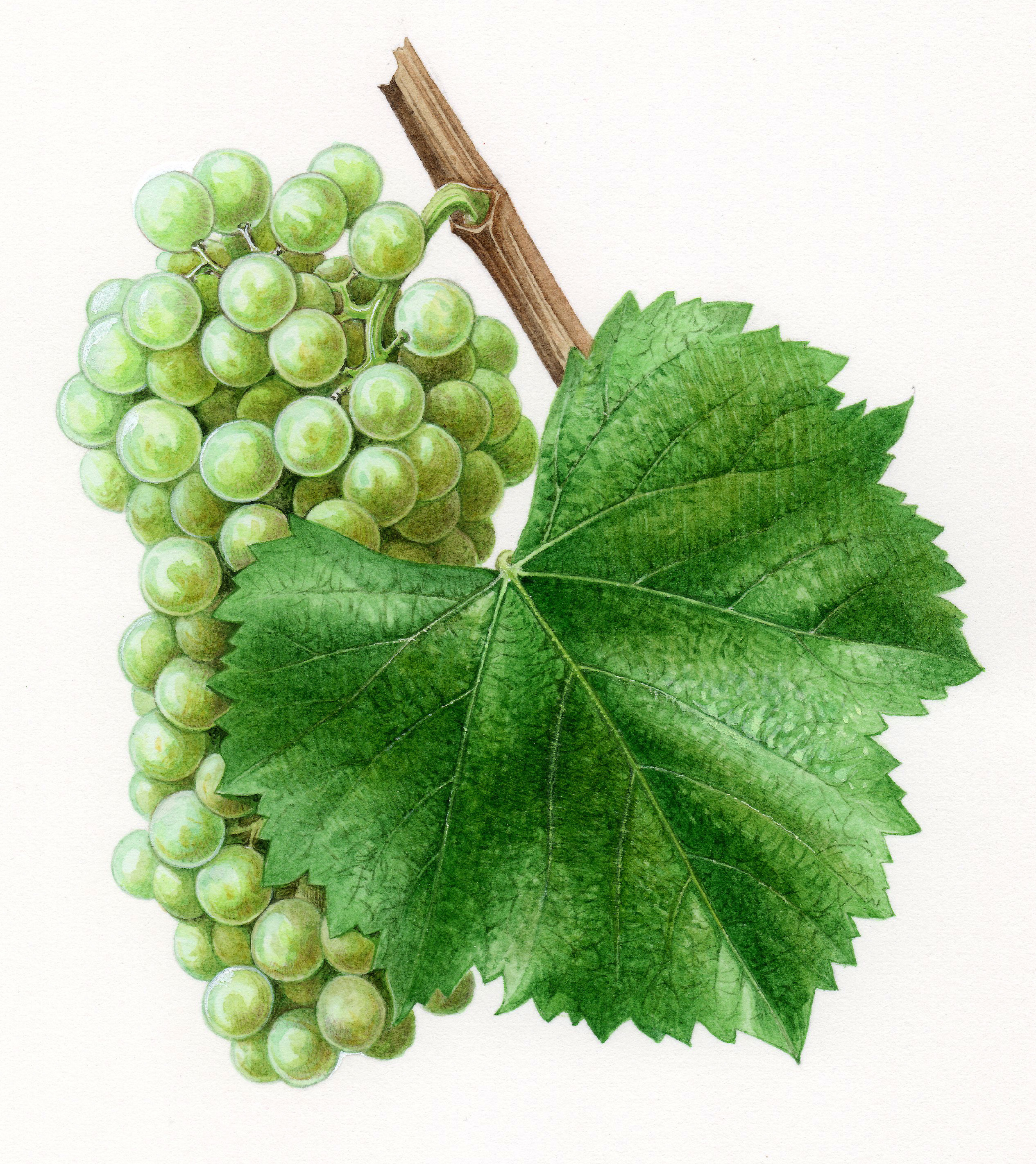
Grappe et feuille de Colombard.

Le colombar(d) a révélé, lors d'un test génétique, être issu du métissage intraspécifique entre le gouais B et le chenin B.
Il est originaire des Charentes, plus précisément des Borderies, un cru de cognac au nord de Cognac. Il fait partie dès l'origine, des cépages utilisés pour l'élaboration de vins destinés à être distillés pour donner du cognac. Donnant des vins moins âpres et plus alcoolisés que la folle blanche, sa culture a été favorisée par le marché néerlandais pour l'exportation de vins blancs secs. Avec la folle blanche, il a été introduit depuis longtemps dans le vignoble de Bordeaux et d'Armagnac. 
Après l'arrivée du phylloxera, il a été marginalisé dans la production d'eau-de-vie, mais depuis une vingtaine d'années[précision nécessaire], sa production s'est orientée vers la production de vins de pays secs et très aromatiques (vin de pays des Côtes de Gascogne et vin de pays charentais).
En France, il est passé de 13 100 ha en 1958 à 4 900 ha en 1988, mais la surface est aujourd'hui stabilisée. Il n'est qu'accessoire en production d'eau-de-vie et est classé dans les appellations génériques de Bordeaux. (Bordeaux, vignoble de Blaye, Côtes de Bourg, Crémant de Bordeaux, Entre-deux-Mers, Entre Deux Mers-Haut Benauge, Premières Côtes de Blaye, Sainte Foy-Bordeaux. 
En Californie, c'était jusque dans les années 1980, le cépage blanc le plus courant. Il a été ensuite détrôné par le chardonnay. En 1992, il représentait 21 900 ha. Il est aussi présent en Afrique du Sud (8 500 ha), en Australie (800 ha) ou en Israël.

## Étymologie et synonymes

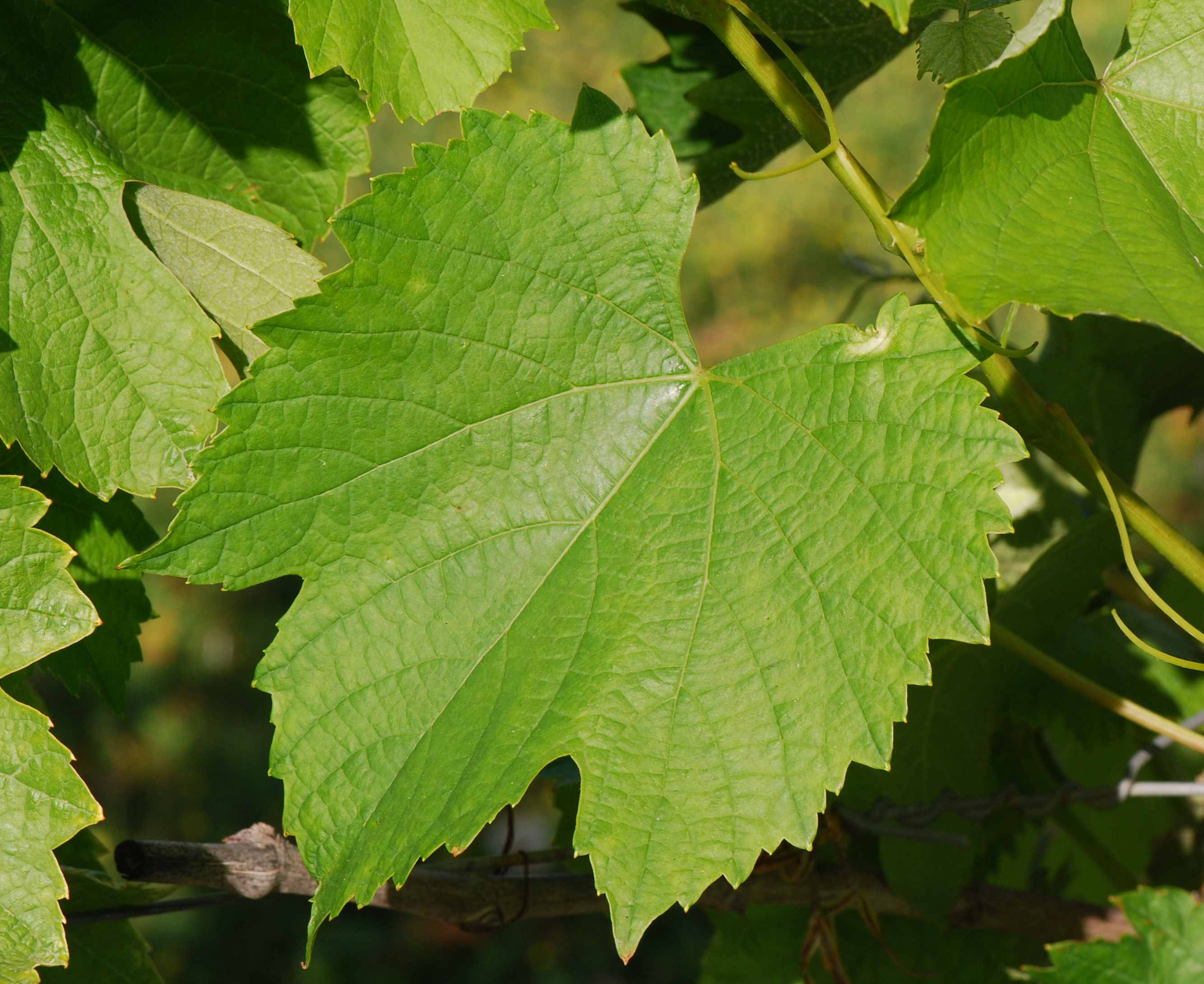
Feuille de Colombard.

Le nom colombar (1845) est, comme colombier, un dérivé du mot colombe, hypothèse corroborée par d'autres noms usités : tourterelle ou colombier (en Gironde). Peut-être son raisin mûr attirait-il des vols de colombinés ou simplement sa couleur évoque-t-elle celle des palombes ? Nous parlons en effet de vignobles fréquentés à l'automne par les vols migratoires de palombes.
La forme colombard provient d'une confusion entre le suffixe roman -ar et le suffixe d'origine germanique -ard.
Il est également dénommé colombar (Afrique du Sud), french colombard (Canada, Chili, Israël), colombier, blanc émeri, queue tendre (Saint-Palais) ou bon blanc (Vendée) en France. Il a pour homonyme le colombar blanc (Drôme, 1804).

## Caractèresampélographiques
- Jeunes rameaux cotonneux.
- Jeunes feuilles jaunes à plages bronzées.
- Feuilles adultes entières ou trilobées orbiculaires, sinus pétiolaire très ouvert en V, des petites dents ogivales, un limbe involuté.
- Grappes de taille moyenne, cylindriques, épaulées.
- Baies de forme elliptiques courtes de taille moyenne.

## Aptitudes

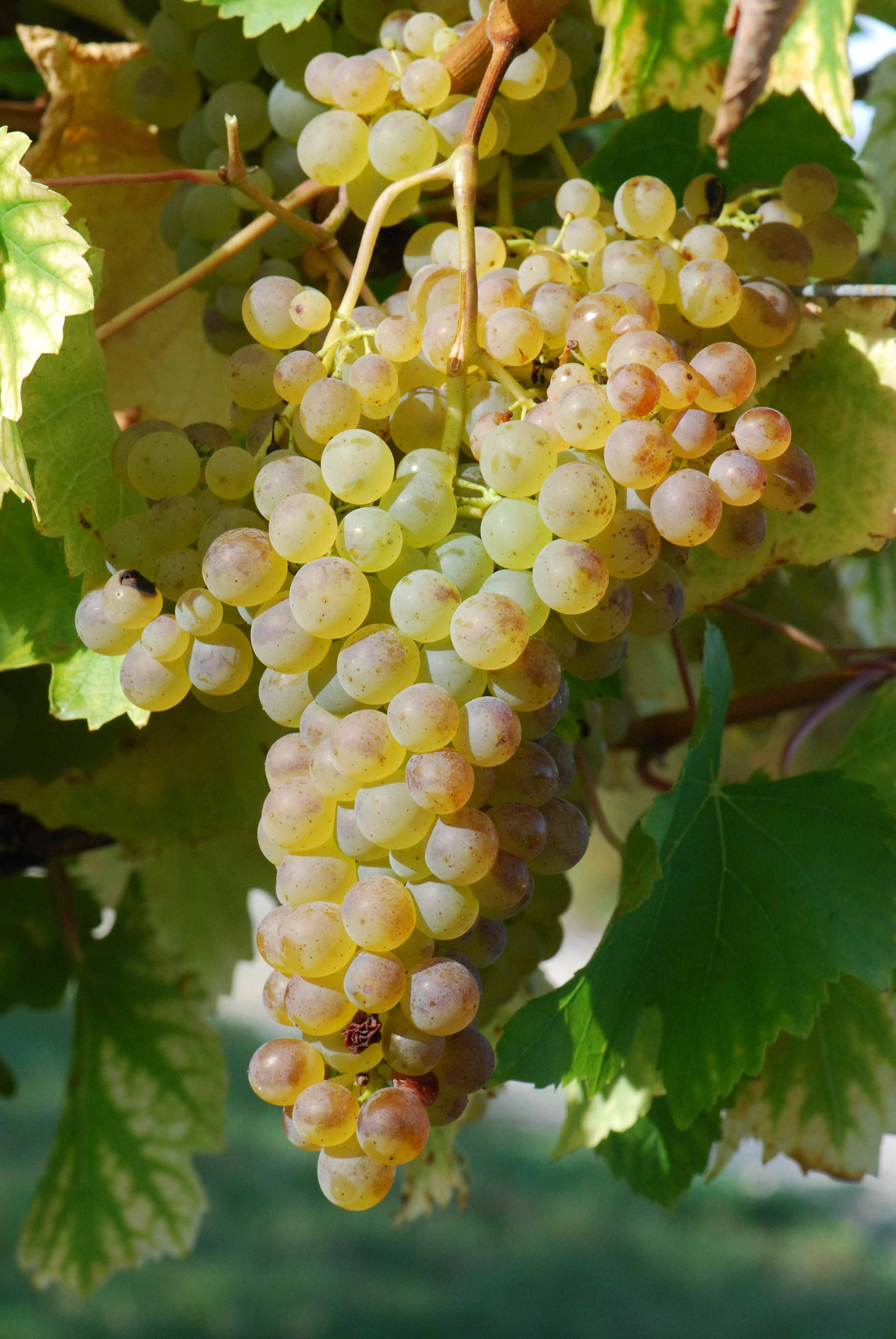
Grappe de Colombard.

- Culturales : vigoureux et productif, il peut être taillé long ou court selon le but retenu. Son bois est dur à la taille et il peut être sensible au vent au printemps. Le greffage a diminué le millerandage[3] (grains clairsemés, de toutes dimensions et à tous stades de maturité).
- Sensibilité : il craint un peu l'oïdium et la pourriture grise à maturité.
- Technologiques : il donne des vins à bon potentiel alcoolique et aromatique. Ses arômes fruités (agrumes) et fleuris, relayés par une bonne vivacité en font un bon vin de cépage ou en assemblage avec du sémillon où il remplace le sauvignon. Cependant, il n'est pas destiné à être vieilli. Il donne ses arômes aux mistelles blancs qu'il contribue à élaborer : pineau des Charentes et floc de Gascogne. 
Ses eaux-de-vie sont moins bien notées en dégustation que celles provenant de folle blanche ou d'ugni blanc, raison de sa reconversion en vin blanc.

## Génétique
Douze clones issus de sélections réalisées dans le vignoble d'Armagnac sont multipliés, les numéros: 551, 552, 553, 605, 606, 607, 608, 609, 625, 626, 695 et 938. Des prospections visant à élargir la diversité génétique ont été faites, conduisant à deux conservatoires, à Mons dans le Gers et dans le vignoble de Cognac, le site BNIC fondation Fougerat associé à l'INRA.